# Zalophus
Zalophus és un gènere de carnívors de la família dels otàrids. Inclou tres espècies, una de les quals s'extingí recentment:
- Z. californianus: lleó marí de Califòrnia
- Z. japonicus: lleó marí del Japó †
- Z. wollebaeki: lleó marí de les Galápagos